# Dãy số thực
Dãy số thực là một danh sách (hữu hạn hoặc vô hạn) liệt kê các số thực theo một thứ tự nào đó.

## Định nghĩa
Theo quan điểm của lý thuyết tập hợp dãy số là một ánh xạ a: {\displaystyle \mathbb {N} \to \mathbb {R} }, trong đó {\displaystyle \mathbb {N} } là tập hợp số tự nhiên, hoặc tập con của tập số tự nhiên nhỏ hơn / lớn hơn một số tự nhiên m nào đó.
Khi đó thay cho a(n) ta dùng ký hiệu an.
an = a(n)
Nếu X là hữu hạn ta có dãy hữu hạn:
am,..., an.
Ngược lại nó được xem là vô hạn.
a0, a1,..., an,...
Đôi khi, dãy hữu hạn cũng có thể được xem là vô hạn với các phần tử từ thứ m trở đi là bằng nhau.
Khi bắt đầu từ phần tử {\displaystyle a_{n_{0}}} dãy thường được ký hiệu:
{\displaystyle (x_{n})_{n\geq n_{0}}} với xn là phần tử thứ n.
Người ta thường xét hơn các dãy bắt đầu từ phần tử {\displaystyle a_{1}}.
{\displaystyle (x_{n})_{n\geq 1}} với xn là phần tử thứ n
Sau đây sẽ chủ yếu đề cập đến các dãy số thực vô hạn. Nhiều định nghĩa và kết quả dưới đây có thể mở rộng cho dãy các phần tử trong không gian metric hoặc không gian topo.

## Ý nghĩa thực tế
Trong nhiều bài toán, dãy số có thể được tạo dựng qua quá trình thu thập dữ liệu. Các dữ liệu thu thập có thể gồm nhiều số từ x1, x2,...xn. Tập hợp các số này có thứ tự, nghĩa là có số đầu tiên (x1), số thứ 2 (x2) và các số tiếp theo.

## Biên của dãy
Cho dãy {\displaystyle (x_{n})_{n\geq 1}}. Tập hợp các giá trị của dãy:
{\displaystyle (x_{1},x_{2},x_{3},\cdots )\ =\ (x_{n};n=1,2,3,\cdots )}
được gọi là biên của dãy đó.
Biên này không có thứ tự. Ví dụ, cho dãy {\displaystyle {(-1)^{n}}_{n\geq 1}}, có biên là {-1,1}. Nó có 2 phần tử thay đổi là 1 và -1.

## Dãy số thực đơn điệu

### Định nghĩa
Cho dãy số thực {\displaystyle (x_{n})_{n\geq 1}} với xn là các số thực. Nó là
- Không tăng khi và chỉ khi {\displaystyle x_{n}\geq x_{n+1}} với mọi {\displaystyle n\geq 1}.
- Không giảm khi và chỉ khi {\displaystyle x_{n}\leq x_{n+1}} với mọi {\displaystyle n\geq 1}.

Nếu dãy có được một trong hai tính chất này, ta gọi dãy đó là dãy đơn điệu.
Ví dụ, với dãy {\displaystyle (2^{n})_{n\geq 1}}, ta có {\displaystyle 2^{n+1}=2^{n}.2}. Do 2 > 1 nên {\displaystyle 1.2^{n}<2.2^{n}}, hay {\displaystyle 2^{n}<2^{n+1}}. Suy ra {\displaystyle (2^{n})_{n\geq 1}} là dãy tăng.

### Tính đơn điệu và dấu của đạo hàm
Một cách để xác định một dãy có đơn điệu hay không là dựa vào đạo hàm của hàm số tương ứng.
Ví dụ như cho dãy {\displaystyle \left({\frac {\ln(n)}{n}}\right)_{n\geq 1}}. Xét hàm số:
{\displaystyle f(x)={\frac {\ln(x)}{x}}} với {\displaystyle x\geq 1}
Lấy đạo hàm của nó, ta thu được: 
{\displaystyle f'(x)={\frac {\ln '(x)x-(x)'\ln(x)}{x^{2}}}={\frac {1-\ln(x)}{x^{2}}}}
Đạo hàm này nhỏ hơn không khi x > e. Điều này xảy ra với mọi n > 2, nên dãy {\displaystyle \left({\frac {\ln(n)}{n}}\right)_{n\geq 3}} là dãy giảm.

## Dãy số thực bị chặn
Dãy {\displaystyle (x_{n})_{n\geq 1}} bị chặn trên khi và chỉ khi tồn tại T ở đó {\displaystyle x_{n}\leq T}, với mọi {\displaystyle n\geq 1}. Số T được gọi là giá trị chặn trên.
Ngược lại, dãy {\displaystyle (x_{n})_{n\geq 1}} bị chặn dưới khi và chỉ khi tồn tại D ở đó {\displaystyle x_{n}\geq D}, với mọi {\displaystyle n\geq 1}. Số D được gọi là giá trị chặn dưới.
Nếu một dãy có cả hai tính chất trên thì dãy đó được gọi là dãy bị chặn.
Ví dụ, dãy {\displaystyle (3^{n})_{n\geq 1}} bị chặn dưới bởi 3 vì nó luôn có giá trị dương lớn hơn hoặc bằng 3.

## Giới hạn của một dãy số thực
Khái niệm giới hạn của dãy số bắt nguồn từ việc khảo sát một số dãy số thực, có thể tiến "rất gần" một số nào đó. Chẳng hạn, xét dãy số thực:
{\displaystyle 2,{\frac {3}{2}},{\frac {4}{3}},\dots ,{\frac {n+1}{n}},\dots }
hay
{\displaystyle 2,1+{\frac {1}{2}},1+{\frac {1}{3}},\dots ,1+{\frac {1}{n}},\dots }
Khi cho n tăng lên vô hạn thì phân số {\displaystyle {\frac {1}{n}}} trở nên nhỏ tuỳ ý, do đó số hạng thứ n của dãy {\displaystyle 1+{\frac {1}{n}}} có thể tiến gần đến 1 với khoảng cách nhỏ tuỳ ý. Người ta diễn đạt điều đó bằng định nghĩa sau
Đinh nghĩa
Cho dãy số thực (xn) và một số thực x. Khi đó nếu:
{\displaystyle \forall \;\epsilon \;>\;0,\exists \;n_{0}\in \mathbb {N} \,}, {\displaystyle \forall \;n>\;n_{0}}, {\displaystyle |x_{n}-x|<\;\epsilon \;}.
thì x được gọi là giới hạn của dãy (xn). Khi đó ta cũng nói dãy (xn) hội tụ.
Giới hạn của dãy thường được ký hiệu: 
{\displaystyle \lim _{n\to \infty }x_{n}=x}
.
Hoặc 
{\displaystyle \lim x_{n}=x\;(khi\;n\rightarrow \infty )}

### Các định lý cơ bản
1. Nếu dãy {\displaystyle (x_{n})} có giới hạn hữu hạn thì nó bị chặn.
2. Dãy hội tụ chỉ có một giới hạn.
3. Nếu {\displaystyle \lim _{n\to \infty }x_{n}=a,\lim _{n\to \infty }y_{n}=b} và {\displaystyle x_{n}\leq y_{n},\forall n\in \mathbb {N} } thì {\displaystyle a\leq b}.
4. Nếu {\displaystyle \lim _{n\to \infty }x_{n}=\lim _{n\to \infty }y_{n}=a} và {\displaystyle x_{n}\leq z_{n}\leq y_{n},\forall n\in \mathbb {N} } thì {\displaystyle \lim _{n\to \infty }z_{n}=a}.
5. Dãy đơn điệu tăng (giảm) hội tụ khi và chỉ khi nó bị chặn trên (dưới).

### Tính chất
Nếu các dãy (xn) và (yn) hội tụ và
{\displaystyle \lim _{n\to \infty }x_{n}=L_{1}} and {\displaystyle \lim _{n\to \infty }y_{n}=L_{2}}
thì 
{\displaystyle \lim _{n\to \infty }(x_{n}+y_{n})=L_{1}+L_{2}}
{\displaystyle \lim _{n\to \infty }(x_{n}y_{n})=L_{1}L_{2}}
và (nếu L2 khác 0)
{\displaystyle \lim _{n\to \infty }(x_{n}/y_{n})=L_{1}/L_{2}}

### Một số giới hạn cơ bản
{\displaystyle \lim _{n\to \infty }{\frac {1}{n^{p}}}=0{\hbox{ nếu }}p>0}
{\displaystyle \lim _{n\to \infty }a^{n}=0{\hbox{ nếu }}|a|<1}
{\displaystyle \lim _{n\to \infty }n^{\frac {1}{n}}=1}
{\displaystyle \lim _{n\to \infty }a^{\frac {1}{n}}=1{\hbox{ nếu }}a>0}

## Vô cùng bé,vô cùng lớn
- Nếu một dãy số có giới hạn là 0 thì nó được gọi là một vô cùng bé.
- Nếu:{\displaystyle \forall \;M>\;0,\exists \;n_{0}\in \mathbb {N} \,}, {\displaystyle \forall \;n>\;n_{0}}, {\displaystyle |x_{n}|>\;M;}. thì dãy {\displaystyle x_{n}} được gọi là vô cùng lớn. Khi đó ta cũng viết:

{\displaystyle \lim _{n\rightarrow \infty }x_{n}=\infty }